# کولو (ترانه)
«کولو» تک‌آهنگی از پیت‌بول، لیل جان است که در سال ۲۰۰۴ میلادی منتشر شد.